# Trận chiến vịnh Kula
Trận hải chiến ở Vịnh Kula (tiếng Nhật: クラ湾夜戦) diễn ra vào rạng sáng ngày 6 tháng 7 năm 1943, là một trận hải chiến giữa Nhật Bản và Hoa Kỳ tại vịnh Kula, ngoài khơi Kolombangara, thuộc khu vực Quần đảo Solomon trong cuộc Chiến tranh thế giới thứ hai. Trận chiến diễn ra trong giai đoạn đầu tiên của chiến dịch đánh chiếm New Georgia, khi một đoàn tàu vận tải có vũ trang của Nhật Bản đang làm nhiệm vụ tiếp tế bị lực lượng tuần dương hạm và khu trục hạm của Hải quân Hoa Kỳ đánh chặn. Một tuần dương hạm hạng nhẹ của Mỹ bị đánh chìm, trong khi Nhật Bản mất 2 khu trục hạm và 2 chiếc khác bị hư hại. Nhật Bản nhanh chóng rút lui khỏi khu vực sau khi chuyển thành công hơn 1600 quân và hơn 90 tấn hàng hóa lên Vila.

## Bối cảnh

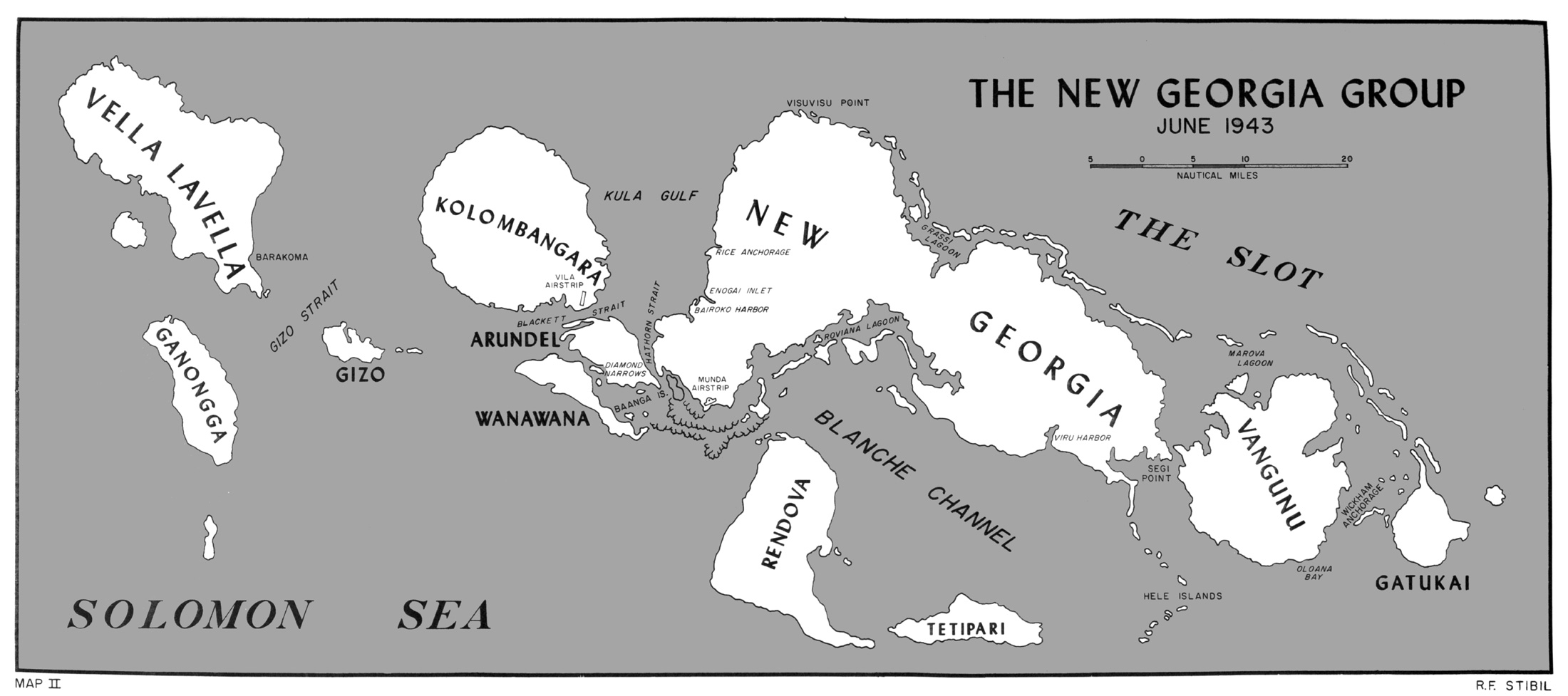
Hệ thống quần đảo New Georgia. Vịnh Kula nằm giữa đảo Kolombangara và phía tây bắc đảo chính New Georgia.

Vào giữa năm 1943, sau sự thành công của Chiến dịch Guadalcanal, phe Đồng Minh quyết định mở một chiến dịch tấn công tiếp theo ở Quần đảo Solomon, đổ bộ quân lên đảo Rendova vào ngày 30 tháng 6 để chuẩn bị cho chiến dịch tấn công tổng lực đánh chiếm phi trường Munda trên đảo New Georgia. Cuộc đổ bộ của Hoa Kỳ lên Rendova đã diễn ra để thiết lập 1 đầu cầu để chuyển quân qua Eo biển Blanche đến New Georgia. Sau khi chiếm được Rendova, việc tiến quân đánh chiếm Zanana diễn ra vào ngày 2 tháng 7, sau đó Hoa Kỳ bắt đầu cuộc tiến công về phía tây Munda. Để hỗ trợ cuộc tiến công này và cắt đứt tuyến tiếp viện của Nhật Bản di chuyển qua đường mòn Munda từ Bairoko, quân Đồng minh quyết định đổ bộ lên bờ biển phía bắc của New Georgia vào ngày 5 tháng 7. Trong khi đó, quân Nhật tìm cách tăng viện cho khu vực Munda, chuyển quân và tiếp liệu qua hệ thống xà lan từ Shortlands, qua Kolombangara.
Đêm trước trận chiến ở Vịnh Kula, Chuẩn Đô đốc Walden L. Ainsworth, chỉ huy Nhóm Đặc nhiệm 36.1 (TG 36.1) đã thực hiện nhiệm vụ pháo kích bắn phá khu vực Vila trên đảo Kolombangara và Bairoko. Cuộc bắn phá này nhằm hỗ trợ cho các lực lượng Thủy quân Lục chiến Hoa Kỳ và Lục quân Hoa Kỳ đổ bộ vào Rice Anchorage, khu vực phía bắc của New Georgia. để đánh chiếm Enogai và Bairoko.
Trong lúc diễn ra cuộc đổ bộ, 2 khu trục hạm Strong và Chevalier đã tiếp cận cảng Bairoko và thực hiện nhiệm vụ pháo kích. Trong buổi sáng, 1 quả ngư lôi được phát hiện đã đâm trúng phần đuôi bên mạn trái của khu trục hạm Strong, khiến con tàu bị đánh chìm. 241 thủy thủ được chiếc Chevalier cứu sống trong khi O'Bannon tiến hành phản công. 46 thủy thủ trên khu trục hạm Strong tử trận. Quả ngư lôi đó là ngư lôi Kiểu 93, thuộc 1 loạt ngư lôi 14 quả được phóng từ 1 nhóm gồm 4 khu trục hạm của Nhật, dẫn đầu bởi chiếc Nizuki. Những quả ngư lôi được phóng từ khoảng cách 20 km trước khi đâm trúng mục tiêu, khiến đây là loạt ngư lôi phóng tầm xa thành công nhất trong toàn bộ cuộc chiến. Sau khi phóng xong ngư lôi, những chiếc khu trục hạm của Nhật nhanh chóng rút lui khỏi khu vực mà không bị phát hiện, khiến các chỉ huy người Mỹ tin rằng quả ngư lôi này xuất phát từ 1 tàu ngầm của Nhật Bản.

## Diễn biến
Nhóm Đặc nhiệm 36.1, dưới sự chỉ huy của Chuẩn Đô đốc Walden L. Ainsworth, bao gồm các tuần dương hạm hạng nhẹ Honolulu, St. Louis, và Helena, các khu trục hạm Nicholas, O'Bannon, Radford và Jenkins. Vào chiều ngày 5 tháng 7,khi hạm đội đang quay trở về khu vực Biển San Hô để tiếp tế, họ được Phó Đô đốc William Halsey thông báo rằng sẽ có thêm 1 chuyến Đoàn tàu tốc hành Tokyo (Tokyo Express) đi qua khu vực "Cái khe" ở eo biển New Georgia từ Buin và Bougainville. Được lệnh ngăn chặn đoàn chuyển quân đó, Ainsworth ra lệnh thay đổ lộ trình và di chuyển về phía tây nam qua đảo New Georgia. Khu trục hạm Chevalier do bị hư hại và trở theo phần lớn những người sống sót của chiếc Strong, được lệnh rời khu vực và được thay thế bởi khu trục hạm Radford và Jenkins; 2 con tàu đã lần lượt rời Tulagi lúc 16:47 và 18:37 vào ngày 5 tháng 7, sau khi hoàn tất việc tiếp tế đạn dược và nhiên liệu.

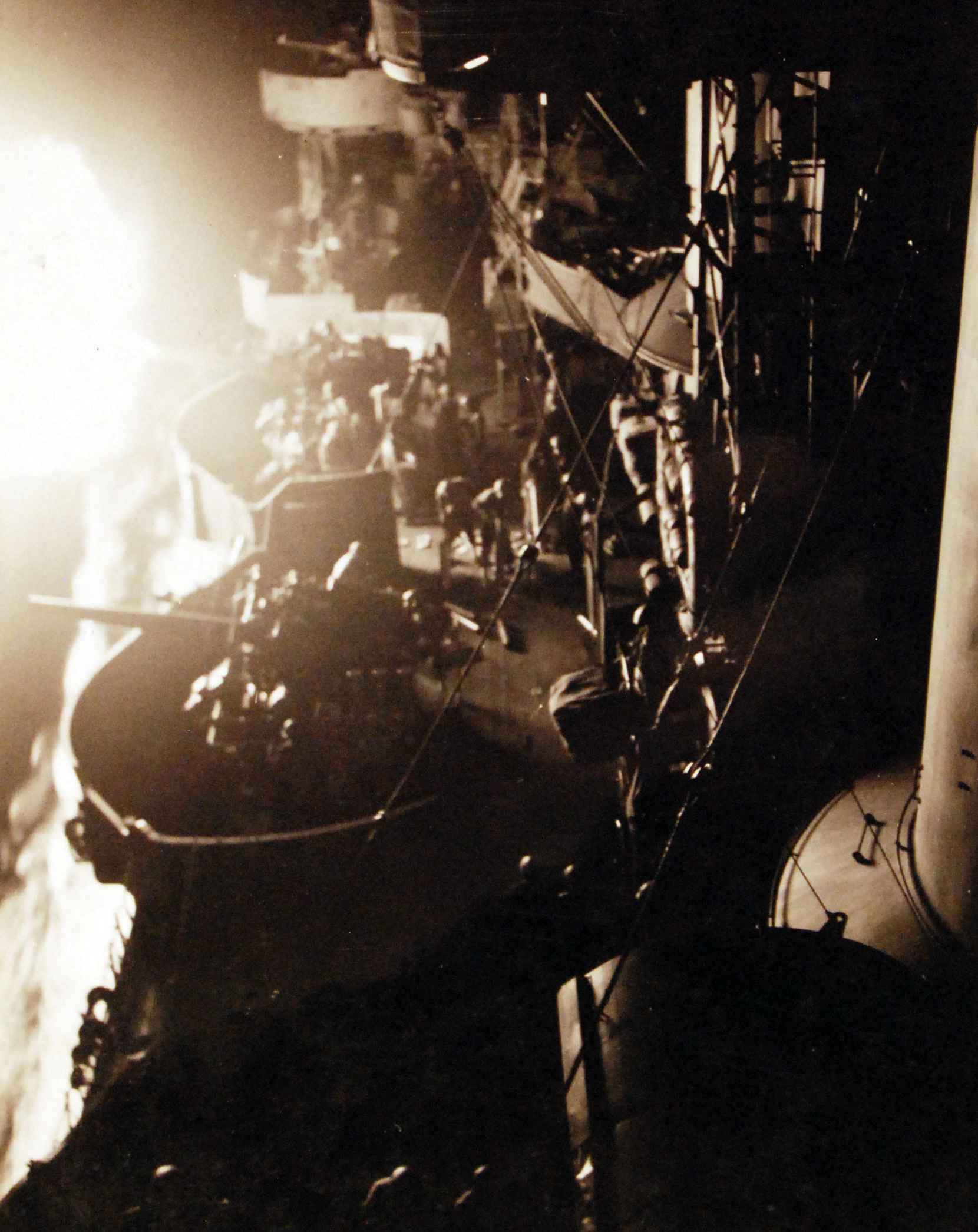
Các khẩu đội pháo 5-inch trên tuần dương hạm Honolulu đang khai hỏa về phía tàu chiến Nhật tại Vịnh Kula, sáng 6 tháng 7 năm 1943

Nhóm tàu của người Mỹ di chuyển qua khu vực Mũi Visu Visu, ở góc phía Tây Bắc đảo New Georgia, vào chập tối ngày 6 tháng 7. Hơn một tiếng sau, họ có mặt ở khu vực phía đông đảo Kolombangara, cách Mũi Visu Visu hơn nửa dặm. Tại đó họ phát hiện hai đoàn tàu chở quân tiếp viện được hộ tống bởi một đơn vị tàu chiến khác, dưới sự chỉ huy của Chuẩn Đô đốc Teruo Akiyama. Lực lượng của Nhật Bản bao gồm 10 tàu chiến, tất cả đều là khu trục hạm. Đơn vị hộ tống bao gồm 3 khu trục hạm của Hải đoàn Khu trục hạm số 3, đoàn chở quân thứ nhất (định danh Hải đội Vận tải số 30) bao gồm 3 khu trục hạm, và nhóm chở quân thứ hai (định danh Hải đội Vận tải số 11) bao gồm 4 khu trục hạm.
Tàu chiến Nhật Bản chở theo khoảng 2,600 lính bộ binh tới Vila, nơi được sử dụng là điểm chuyển quân chiến lược tới khu vực Munda. Khi trận đánh bắt đầu, lực lượng của Akiyama được chia nhỏ ra làm 2 nhóm, 3 chiếc làm nhiệm vụ hống thuộc nhóm hỗ trợ (Niizuki, Suzukaze và Tanikaze) sẽ tấn công với sự trợ giúp của 4 chiếc thuộc nhóm hộ tống thứ 2 (Amagiri, Hatsuyuki, Nagatsuki and Satsuki). Và những chiếc còn lại thuộc đội chở quân thứ nhất, Mochizuki, Mikazuki and Hamakaze, sẽ tiếp tục nhiệm vụ chuyển hàng hóa và binh lính lên Vila, cách khu vực giao tranh 13.7 km.

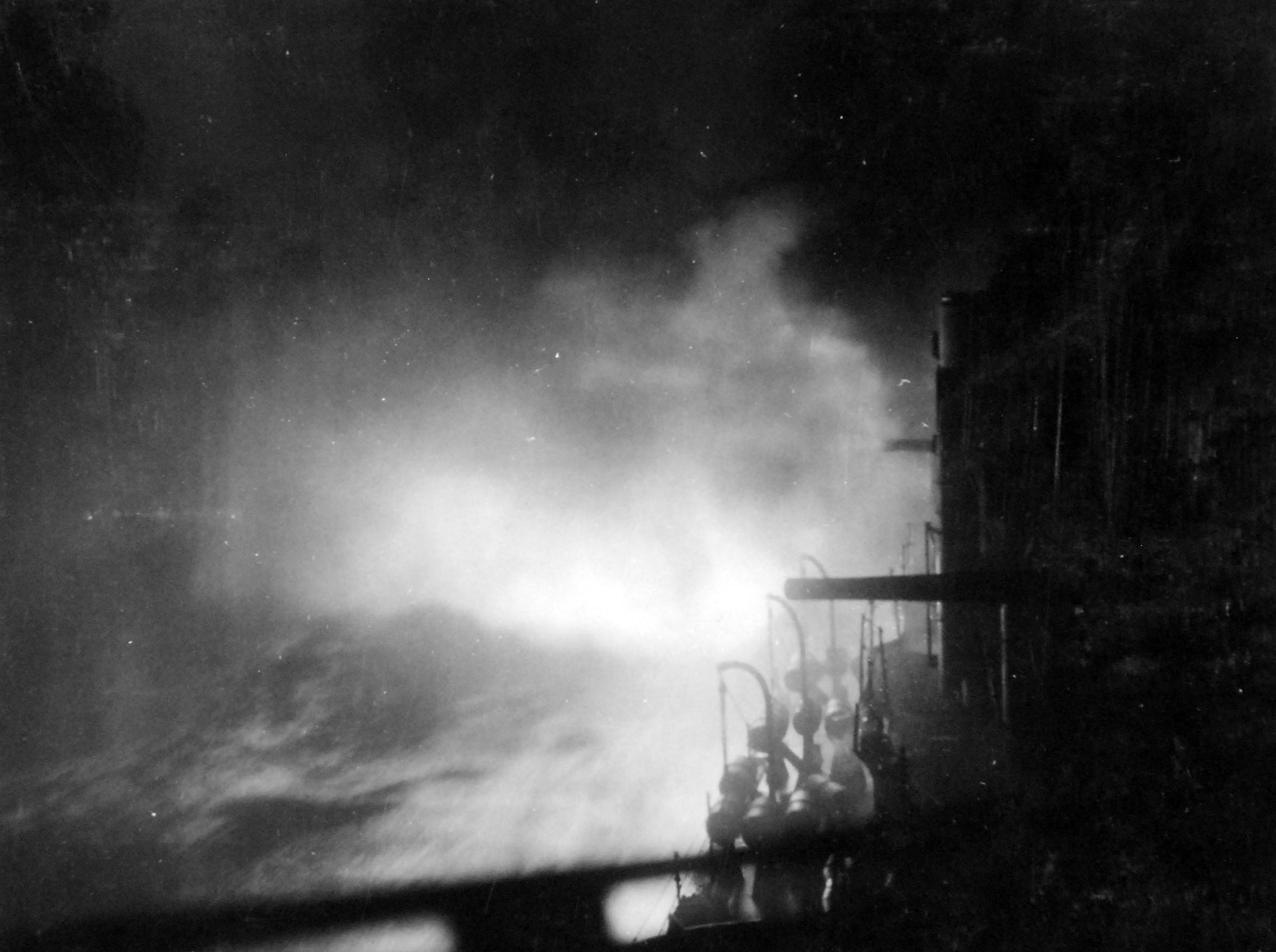
Khu trục hạm Nicholas đang nã pháo về phía tàu chiến Nhật trong trận hải chiến ở Vịnh Kula, sáng 6 tháng 7 năm 1943.

Nhóm hộ tống là mục tiêu đầu tiên của tàu chiến Mỹ. Nhờ hệ thống radar tân tiến, người Mỹ dễ dàng nắm bắt được vị trí của tàu chiến Nhật và bắt đầu khai hỏa lúc 01:56, 612 viên đạn pháo được bắn trong vòng 21 phút, khiến khu trục hạm Niizuki bị đánh chìm và cướp đi sinh mạng của Đô đốc Akiyama. Tuy nhiên, Helena đã dùng hết toàn bộ số đạn pháo không chớp sáng vào đêm trước đó và chỉ còn lại thuốc đạn đen tiêu chuẩn, vốn tạo ra ánh sáng lan rộng khi bắn. Helena nhanh chóng trở thành một mục tiêu hoàn hảo do bị chiếu sáng bởi ánh chớp của chính những phát đạn pháo đó. Hai khu trục hạm của Nhật phóng ngư lôi về chiếc Helena. Helena trúng phải một quả ngư lôi; trong vòng ba phút tiếp theo sau, nó bị đánh trúng thêm hai quả nữa. Hầu như ngay lập tức, chiếc tàu tuần dương bị gãy đôi và chìm rất nhanh. Trong đang khi rút lui khỏi Vila, các đội tàu Nhật Bản phải xả khói để che mắt tầm nhìn của người Mỹ. Khu trục hạm Nagatsuki trúng 1 viên đạn pháo 6-inch, gây hư hại nặng và buộc phải ủi vào bờ gần khu vực cảng Bambari trên đảo Kolombangara, cách Vila 8 km về phía bắc. Chiếc Hatsuyuki bị hư hại nhẹ bởi 2 viên đạn pháo, may mắn thay, cả 2 viên đạn đó đều bị xịt.
Vào lúc 03:30, Ainsworth bắt đầu rút về Tulagi, trong khi người Nhật rút về Buin. Hai khu trục hạm của Mỹ, Radford và O'Bannon, ở lại để giải cứu người sống sót, và chiếc Amagiri của Nhật cũng ở lại với nhiệm vụ tương tụ. Khoảng 05:00, có 1 trận đấu pháo và ngư lôi giữa 2 khu trục hạm Amagiri và Nicholas, Amagiri trúng 4 phát pháo và buộc phải rút lui. Khu trục hạm Nagatsuki, sau khi được ủi vào bờ, đã bị thủy thủ đoàn bỏ lại vào buổi sáng, sau đó bị phá hủy bởi các trận không kích của máy bay Mỹ. Hai khu trục hạm Mikazuki và Hamakaze rút qua Eo biển Blackett sau khi hoàn tất việc tiếp tế, trong khi chiếc Mochizuko ở lại thêm một giờ nữa trớc khi rút qua Vịnh Kula, dọc bờ biển đảo Kolombangara, nơi diễn ra cuộc đụng độ với khu trục hạm Nicholas, vào khoảng 06:15, trước khi xả khói rút lui.

## Sau trận đánh

### Thiệt hại
Người Mỹ mất duy nhất tuần dương hạm hạng nhẹ Helena và 168 thủy thủ tử trận, tất cả đều từ chiếc Helena, trong khi đó, người Nhật mất 2 khu trục hạm và 2 chiếc khác bị hư hại, với thương vong 324 thủy thủ. Thống kê cụ thể về thương vong của Nhật Bản sau trận đánh bao gồm: Niizuki (300 tử trận), Amagiri (10 tử trận), Nagatsuki (8 tử trận và 13 bị thương), và Hatsuyuki (6 tử trận). Người Nhật đã chuyển thành công hơn 1,600 binh lính lên Vila, cùng hơn 90 tấn hàng hóa tiếp tế. Thuyền trưởng của tuần dương hạm Honolulu, Đại tá Robert W. Hayler, được trao thưởng Huân chương Chữ Thập Hải quân (thứ 2) vì những đóng góp ở Vịnh Kula và các trận đánh trước đó.

### Giải cứu người sống sót
Lúc bình minh, tàu đối phương một lần nữa xuất hiện, khu trục hạm Nicholas và Radford phải bỏ ngang việc cứu vớt để truy đuổi. Để tránh một cuộc không kích, các tàu khu trục rút lui về phía Tulagi, mang theo những người được cứu vớt ngoại trừ khoảng 275 người sống sót. Dành cho những người bị bỏ lại, họ đã cho thả bốn chiếc xuồng, được điều khiển bởi những người tình nguyện trong thủy thủ đoàn của các khu trục hạm. Thuyền trưởng của Helena, Đại tá Charles Purcell Cecil đã từ chối được cứu vớt và tình nguyện ở lại. Ông cho tổ chức một hạm đội nhỏ bao gồm ba xuồng máy, mỗi chiếc kéo theo một bè cứu sinh, đưa 88 người đến một hòn đảo nhỏ cách Rice Anchorage khoảng 7 hải lý sau một ngày lao động cật lực. Nhóm này được cứu vớt vào sáng hôm sau nhờ các khu trục hạm Gwin và Woodworth.

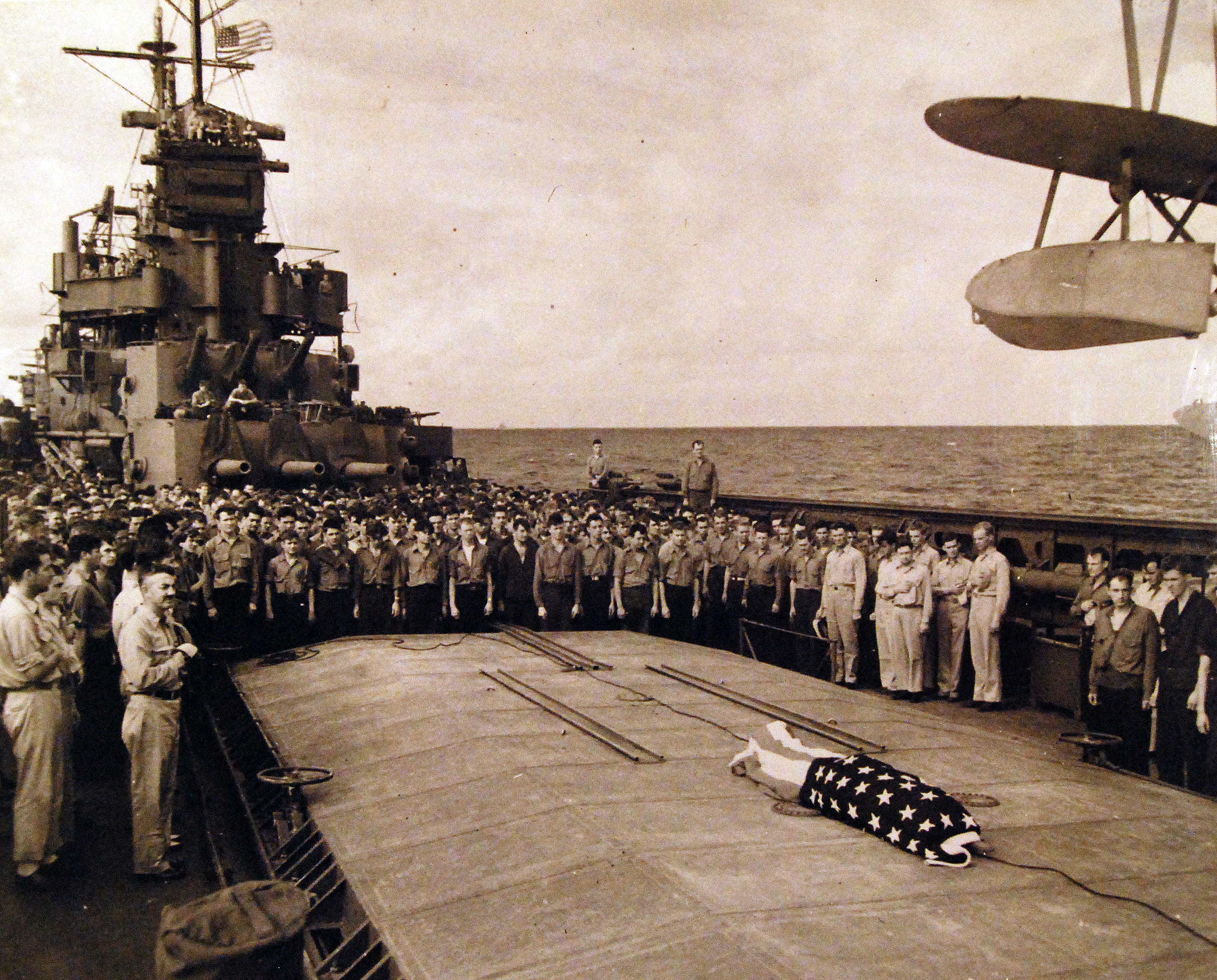
Lễ truy điệu cho thủy thủ Irvin L. Edwards trên tuần dương hạm Honolulu. Irvins Edwards là một thủy thủ của Helena, bị tử thương sau khi được khu trục hạm Nicholas cứu sống.

Đối với một nhóm thứ hai gần 200 người, phần mũi của Helena là bè cứu sinh của họ, nhưng nó đang chìm dần. Thảm họa đó đã được tránh khỏi khi một máy bay PB4Y-1 (biên bản B-24 Liberator của Hải quân) đã thả áo phao và bốn bè cứu sinh bằng cao su. Những người bị thương được đặt lên bè, những người còn lại bám chung quanh và cố hết sức để về phía Kolombangara; nhưng gió và dòng hải lưu lại đưa họ đến gần vùng biển đối phương. Trong suốt ngày đau khổ đó, nhiều người bị thương qua đời; máy bay trinh sát Mỹ mất dấu hạm đội nhỏ này, và Kolombangara khuất dần dưới gió. Trải qua một đêm, và đến sáng đảo Vella Lavella xuất hiện trước mặt. Xem như cơ hội cuối cùng cho những người của Helena, họ cố hướng đến đó. Đến bình minh, những người sống sót của cả ba chiếc bè thấy được đất liền ở khoảng cách 1,9 km và tất cả lên bờ an toàn. Hai trinh sát viên duyên hải và những người bản địa trung thành đã chăm sóc những người sống sót cách tốt nhất có thể được, và thông báo tin tức của họ bằng vô tuyến về Guadalcanal. Sau đó 165 thủy thủ ẩn náu trong rừng né tránh các cuộc tuần tra của Nhật Bản.

Các hạm tàu nổi được lựa chọn cho việc giải cứu sau cùng: các khu trục hạm Nicholas và Radford, được tăng cường thêm Jenkins và O'Bannon, lên đường vào ngày 15 tháng 7 di chuyển ngược lên "Cái Khe". Trong đêm 16 tháng 7, lực lượng này đã cứu được 165 người của Helena cùng với 16 người Trung Hoa đang ẩn náu trên đảo.

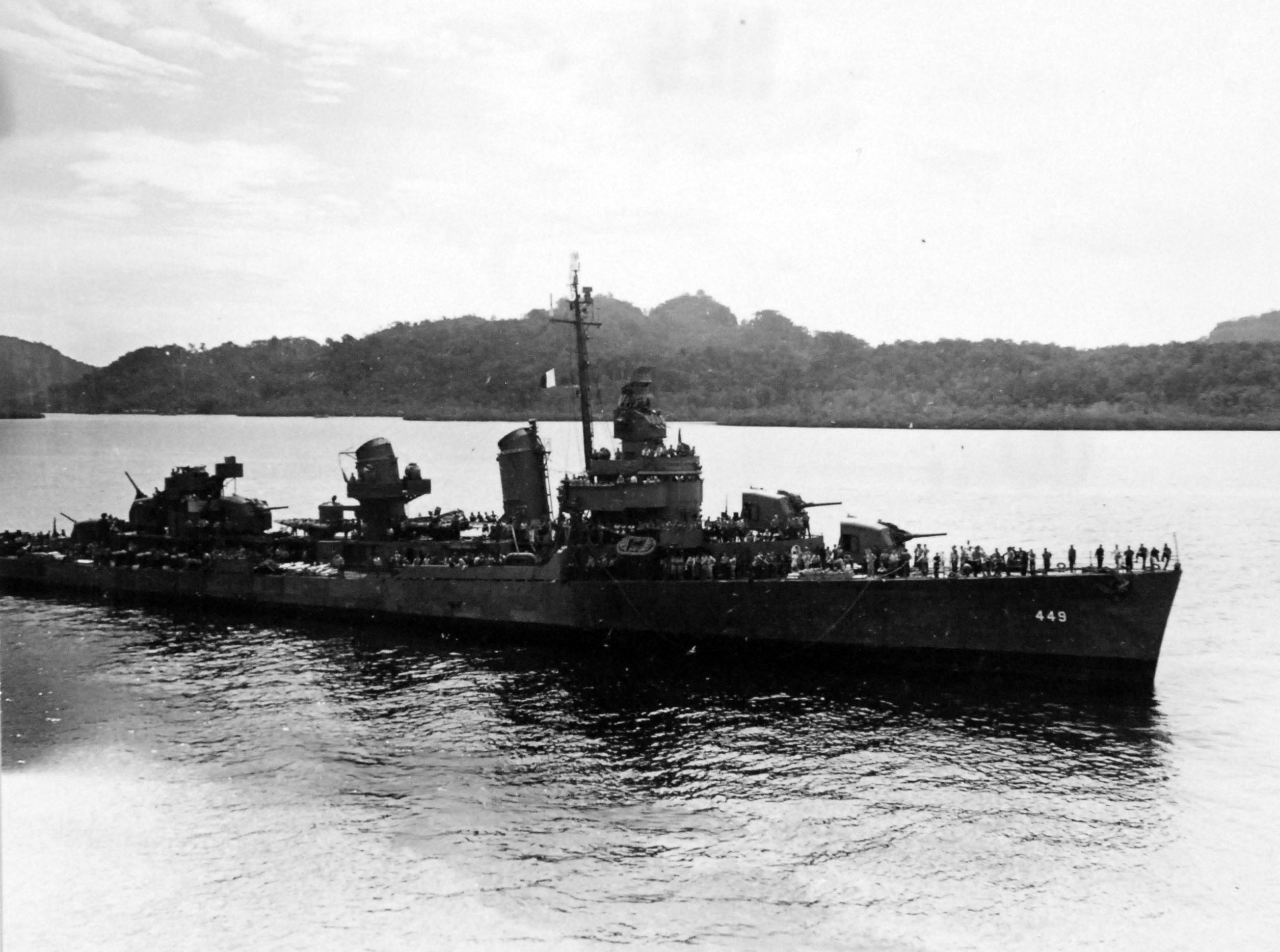
Khu trục hạm Nicholas đang cập cảng Tulagi cùng với những người sống sót của tuần dương hạm Helena, sáng 6 tháng 7 năm 1943.

Trong hơn 8 ngày liên tục, khu trục hạm Radford và Nicholas cứu được tổng cộng hơn 750 sĩ quan và thủy thủ của Helena. Trong khoảng thời gian đó, 2 con tàu đã liên tục giao chiến với tàu Nhật tới 3 lần. Vì sự dũng cảm trên, thủy thủ đoàn của hai tàu được trao thưởng Danh hiệu Đơn vị Tuyên dương Tổng Thống.

### Những diễn biến tiếp theo
Khu trục hạm Amagiri trên đường rút lui đã tông trúng tàu tuần tra cao tốc có trang bị ngư lôi PT-109, được chỉ huy bởi Trung úy John F. Kennedy, sau này trở thành vị Tổng Thống thứ 35 của Hợp Chúng Quốc Hoa Kỳ, tại Eo biển Blackett, phía tây nam đảo Kolombangara vào ngày 2 tháng 8. Hatsuyuki và Satsuki cũng rút về Buin thông qua Eo biển Blackett.
Sau cuộc giao tranh tại Vịnh Kula, người Nhật tiếp tục thực hiện các đợt tiếp viện tới New Georgia. Vào ngày 9 tháng 7, hơn 1,200 binh lính đã được chuyển thành công lên Kolombangara mà không gặp sự trở ngại nào. Một đợt nữa diễn ra vào ngày 12-13 tháng 7, tuy nhiên họ bị tàu chiến Mỹ đánh chặn. Trong thời gian đó, lính Mỹ đã chiếm được Enogai vào ngày 10-11 tháng 7, trong khi các đợt tiến công vào khu vực xung quanh sân bay Munda đều bị khựng lại trước những đợt chống trả dữ dội của quân Nhật. Cuộc tấn công sau đó bị trì trệ bởi cuộc phản công lớn của quân Nhật vào ngày 17 tháng 7.

### Sách tham khảo
- Domagalski, John J. (2012). Sunk in Kula Gulf: The Final Voyage of the USS Helena and the Incredible Story of Her Survivors in World War II. Potomac Books Inc. ISBN 978-1-59797-839-2.
- Love, Robert W. (2017). History of the U.S. Navy: 1942–1991. Stackpole Books. ISBN 9780811767187.
- Miller, John, Jr. (1959). Cartwheel: The Reduction of Rabaul. Office of the Chief of Military History, U.S. Department of the Army. OCLC 63151382. {{Chú thích sách}}: Đã bỏ qua |work= (trợ giúp)Quản lý CS1: nhiều tên: danh sách tác giả (liên kết)
- Morison, Samuel Eliot (1958). Breaking the Bismarcks Barrier, vol. 6 of History of United States Naval Operations in World War II. Castle Books. ISBN 0-7858-1307-1.
- O'Hara, Vincent (2017). The U.S. Navy Against the Axis: Surface Combat, 1941–1945. Naval Institute Press. ISBN 9781612513430.
- Prados, John (1995). Combined Fleet Decoded: The Secret History of American Intelligence and the Japanese Navy in World War II. Random House. ISBN 0-679-43701-0.
- Rottman, Gordon L. (2005). Duncan Anderson (biên tập). Japanese Army in World War II: The South Pacific and New Guinea, 1942–43. Oxford and New York: Osprey. ISBN 1-84176-870-7.
- Stille, Mark (2018). The Solomons 1943–44: The Struggle for New Georgia and Bougainville. Oxford: Osprey. ISBN 978-1-47282-447-9.